# Philodendron quinquelobum
Philodendron quinquelobum är en kallaväxtart som beskrevs av Kurt Krause. Philodendron quinquelobum ingår i släktet Philodendron och familjen kallaväxter. Inga underarter finns listade.